# Phaea nigripennis
Phaea nigripennis là một loài bọ cánh cứng trong họ Cerambycidae.